# Written in Scars
Written in Scars è il quarto album in studio del cantante inglese di origine italiana Jack Savoretti, pubblicato nel 2015.

## Tracce
1. Back to Me (Jack Savoretti, Samuel Dixon) – 3:18
2. Home (Jack Savoretti, Pedro Vito, Sebastian Sternberg) – 3:17
3. Don't Mind Me (Jack Savoretti, Samuel Dixon) – 3:27
4. Tie Me Down (Jack Savoretti, Matty Benbrook) – 3:01
5. Broken Glass (Jack Savoretti, Samuel Dixon) – 3:15
6. The Other Side of Love (Jack Savoretti, Samuel Dixon) – 4:14
7. Nobody 'Cept You (Bob Dylan) – 3:13
8. The Hunger (Jack Savoretti, Pedro Vito, Sebastian Sternberg) – 3:38
9. Written in Scars (Jack Savoretti, Samuel Dixon) – 3:57
10. Wasted (feat. Lissie) (Jack Savoretti, Matty Benbrook) – 2:57
11. Fight 'Til the End (Jack Savoretti, Pedro Vito, Sebastian Sternberg) – 3:34

## Seconda edizione
Nel settembre 2015 il disco è stato pubblicato in una versione estesa con venti tracce e con il titolo Written in Scars (New Edition). Tra le nove tracce aggiuntive vi sono due inediti (Back Where I Belong e Catapult), cinque registrazioni dal vivo effettuate a Roma e due collaborazioni con Alexander Brown.

### Tracce
1. Back to Me – 3:18
2. Home – 3:17
3. Don't Mind Me – 3:27
4. Tie Me Down – 3:01
5. Broken Glass – 3:15
6. The Other Side of Love – 4:14
7. Nobody 'Cept You – 3:13
8. The Hunger – 3:38
9. Written in Scars – 3:57
10. Wasted – 2:57
11. Fight 'Til the End – 3:34
12. Back Where I Belong – 4:47
13. Catapult – 3:26
14. Written n Scars (live in Rome) – 5:05
15. Back to Me (live in Rome) – 3:29
16. Fight 'Til the End (live in Rome) – 4:08
17. Home (live in Rome) – 3:33
18. Broken Glass (live in Rome) – 4:02
19. Jack In a Box (Alexander Brown version) – duet with Alexander Brown – 3:12
20. The Other Side of Love (Alexander Brown vocal remix) – 3:55

## Classifiche
| Classifica (2015) | Posizione massima |
| ----------------- | ----------------- |
| Australia         | 47                |
| Italia            | 67                |
| Nuova Zelanda     | 17                |
| Regno Unito       | 7                 |
| Svizzera          | 11                |